# Probotai kolostor
A probotai kolostor (Mănăstirea Probota) feltehetően  14. századi eredetű. 1527-1530 között Petru Rareș fejedelem újjáépíttette, 1550-ben falakkal erősítették meg. Grigore Roșca, a később moldvai metropolita a munkálatokban nagy szerepet vállalt azzal, hogy a  fejedelmet és feleségét, Elenát rávette, hogy a kolostort építsék ki fejedelmi temetkezőhellyé. A fejedelmi pár sírján kívül ma már Oltea fejedelemasszonynak, Ștefan cel Mare édesanyjának a sírköve is itt található, mert Poiana rommá vált Szent Miklós-kolostorából (Sfântul Nicolae din Poiana) idehozták.
A kolostortemplom (Biserica Sfântul Nicolae) Szent Miklós tiszteletére épült, s a moldvai szokásoknak megfelelően a négyszögű várfalak központjában emelkedik. Szerkezetileg a neamți kolostortemplomhoz hasonlóan – mint temetkezési hely – összetett rendszerű. Térrendszere: az előtér, a pronaosz, a sírterem térsorán áthaladva tárul fel a naosz, ahol háromkaréjos térlezárás fogja közre a toronyszerűen kiemelt négyezeti kupolát. Rendkívüli boltozatépítési technika jelzi a templom mestereinek műszaki felkészültségét. Az épület egészének jellegét a moldvai ortodox hagyományok szabták meg. E sajátos architektúra részleteiben – helyi szokás szerint – gótikus elemek (áttört, kőrácsos ablakok, pálcatagozatos ajtó- és ablakkeretek) figyelhetők meg. Olykor, például a belső ajtókeretek megformálásában, reneszánsz hatás is érvényesült. A templom értékes freskói 1532-ben készültek, valószínűleg Grigore Roșca ikonográfiai irányításával.
A kutatók szerint ez az első templom Moldva területén, amelynek külső falfelületeire képek kerültek. Sajnos a festmények napjainkban már erősen sérültek, vagy átfestettek; ezek közül többet a 19. században újítottak fel. A belső freskók közül a narthex boltozatán lévők maradtak meg leginkább ép állapotban.
A fejedelmi ház (Casa Domneasei) a kolostort övező várfalakon belül, az északnyugati oldalon épült fel. Létesítésének ideje a 16. században a kolostor kiépítésével esik egybe. Elrendezése egyszerű: földszintjén is, emeletén is, három-három helyiség van. Az együttes nyugati oldalához torony (Clopotnița) kapcsolódik, amely őrtoronyként is szolgált. Valószínű, hogy veszély, illetve háborúskodás idején a kolostor a fejedelmi család menedékéül is szolgált. 1955-ben belsejében múzeum nyílt meg: itt értékes ikonok, bútorok, könyvek, valamint kerámiatárgyak és régi érmék láthatók.

## Külső hivatkozások
- A kolostor bemutatása (angol nyelvű)
- A kolostor bemutatása (német nyelvű)[halott link]
- A kolostor bemutatása (román nyelvű)